# 여왕벌 (1967년 영화)
"여왕벌"은 1967년 공개된 대한민국의 영화이다.

## 배역
- 김지미
- 박노식